# Alpine megye
Alpine megye az Amerikai Egyesült Államokban, azon belül Kalifornia államban található. Lakosainak száma 1204 fő (2020. április 1.). Alpine megye Mono, Tuolumne, Calaveras, Amador, El Dorado és Douglas megyékkel határos.

## Népesség
A megye népességének változása:
| Lakosok száma | 1158 | 1112 | 1138 | 1159 | 1110 | 1129 | 1204 |
|               | 2010 | 2011 | 2012 | 2013 | 2015 | 2019 | 2020 |